# White Breast Township (comté de Warren, Iowa)
Ne doit pas être confondu avec Whitebreast Township (comté de Lucas, Iowa).
White Breast Township est un township du comté de Warren en Iowa, aux États-Unis,.
Il est fondé en 1851.

## Source de la traduction
- (en) Cet article est partiellement ou en totalité issu de l’article de Wikipédia en anglais intitulé « White Breast Township, Warren County, Iowa » (voir la liste des auteurs).